# Margaret Knight (wynalazca)
Margaret Knight (ur. 14 lutego 1838, zm. 12 października 1914) – amerykańska wynalazczyni i przedsiębiorczyni.

## Życiorys
Margaret Knight urodziła się 14 lutego 1838 roku, wychowywała się w Maine. W dzieciństwie wykazywała umiejętności techniczne, m.in. budowała sanki i latawce dla braci. W wieku 12 lat opracowała urządzenie awaryjnie zatrzymujące maszyny włókiennicze, które mogło chronić pracowników przed wypadkami. Gdy w 1868 roku pracowała w fabryce papierowych toreb Columbia Paper Bag Company opracowała nową maszynę, dzięki której możliwe było automatyczne składanie i klejenie papierowych toreb o kwadratowych dnach. Patent otrzymała w 1871 roku, po sporze sądowym z Charlesem Annanem, który usiłował przypisać sobie autorstwo technologii. W 1870 roku założyła własną firmę, Eastern Paper Bag Company.
Margaret Knight jest nazywana „żeńskim Edisonem”, łącznie uzyskała 26 patentów, m.in. na nowy typ ram okiennych, maszynę wycinającą zelówki oraz używaną do dziś maszynę do składania papierowych toreb.
Zmarła w 1914 roku.